# Rossomyrmex proformicarum
Rossomyrmex proformicarum  (лат.) — вид средних по размеру муравьёв-рабовладельцев из подсемейства Formicinae (Formicidae).

## Описание
Размеры рабочих около 5—6 мм. Окраска красно-коричневая.
Рабовладельцы. В качестве рабов используют виды из рода Proformica. Семьи малочисленные, около 100 особей.

## Распространение
Палеарктика. Казахстан. Россия (Нижнее Поволжье).

## Красная книга
Эти муравьи включены в «Красный список угрожаемых видов» (англ. IUCN Red List of Threatened Animals) международной Красной книги Всемирного союза охраны природы (The World Conservation Union, IUCN) в статусе Vulnerable D2 (таксоны в уязвимости или под угрозой исчезновения).